# Göta (Schiff)
Die 1891 in Dienst gestellte Göta war das zweite (Küsten-)Panzerschiff (schwed. Pansarskepp) der schwedischen Flotte. Die Kiellegung der Göta erfolgte erst nach der Indienststellung der Svea, die ebenfalls von der Lindholmens Verkstad in Göteborg gebaut worden war. Der Svea-Klasse zugerechnet wurde dann noch die 1891 bis 1893 auf der Finnboda Varv der Firma Bergsunds Mekaniska Verkstads in Stockholm gebaute Thule. 1901 wurde die Göta als erstes der drei Schiffe vollständig umgebaut und neu bewaffnet. Die Göta wurde 1923 außer Dienst gestellt, aber ab 1926 als Wohnschiff genutzt und erst 1938 zum Abbruch verkauft.

## Baugeschichte
Die Göta und die vorangehende Svea wurden auf der Lindholmens Werft des Motala-Konzern in Göteborg gebaut. Die zwei Jahre nach der Fertigstellung des ersten hochseefähigen schwedischen Küstenpanzerschiffs begonnene Göta war 3 m länger als ihre Vorgängerin Svea, aber geringfügig schmaler. Ihre Antriebsanlage entwickelte mit 4700 PS etwa 1000 PS mehr und ermöglichte damit eine Höchstgeschwindigkeit von 16 kn gegenüber den 14,7 kn der Svea. Gegenüber dem älteren Schiff mit seiner Verbundpanzerung hatte die Göta eine Stahlpanzerung des Typs Creusot bei weitgehend gleicher Stärke. Ein hervorstechendes äußeres Merkmal des Schiffes war der einzelne Röhrenmast mit einem großen oberen Kommandostand.

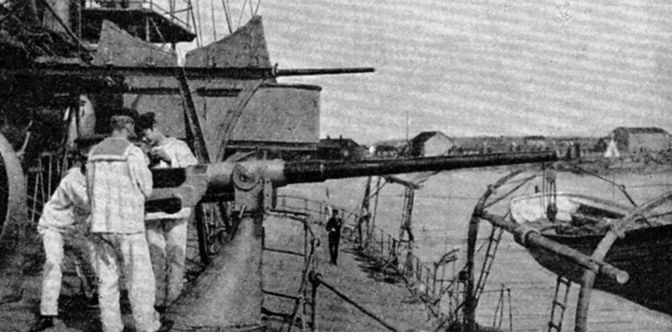
5,7-cm-Schnellfeuergeschütz auf der Göta

Die Bewaffnung bestand aus einem Doppelturm mit zwei 25,4-cm-L/34-M.89A-Elswick-Kanonen auf dem Vorschiff wie auf der Svea in einer älteren Ausführung. Die Mittelartillerie von vier erheblich moderneren 15,2-cm-L/33-M.89-Bofors-Kanonen und die fünf leichten, erstmals auf einem Panzerschiff eingebauten 5,7-cm-L/48-M.89-Maxim-Nordenfeldt-Schnellfeuergeschütze waren im Decksaufbau, der fast bis zum Heck reichte, in Kasematten eingebaut. Dazu kamen noch sechs vierrohrige 2,5-cm-L/35-Palmcrantz-Maschinenkanonen M.77 und  vier einrohrige des Modells M.84. Diese Maschinenkanonen aus schwedischer Entwicklung hatten mehrrohrig ihre Läufe nebeneinander angeordnet. Die Torpedobewaffnung des Panzerschiffs bestand aus einem Bugtorpedorohr unter Wasser und zwei seitlichen Rohren an Deck vom Kaliber 38,1 cm des Modells M.89.
1901 wurde die Göta als erstes Schiff der Klasse vollständig modernisiert. Die beiden anderen Schiffe der Klasse folgten bis 1904. Die bedeutendste Veränderung war die Neubewaffnung der Schiffe mit modernen Bofors-Geschützen. Der vordere Doppelturm wurde durch ein 21-cm-L/44-Bofors-Einzelgeschütz M.98 ersetzt, das durch eine moderne Krupp-Panzerung von 140 bis 190 mm geschützt war. Auch die sieben neuen Einzeltürme der 15,2-cm-L/44-Mittelartillerie hatten eine Krupp-Panzerung von 115 mm. Als leichte Artillerie kamen jetzt elf einzelne 5,7-cm-L/55-Maxim-Nordenfeldt-M.89B-Schnellfeuergeschütze an Bord. Die beiden seitlichen Torpedorohre wurden entfernt.
Der äußere Eindruck veränderte sich durch die Beseitigung des langen Aufbaus, eine höhere Brücke und einen hinteren Führungsstand, hohe Scheinwerferpositionen, die Entfernung des Röhrenmastes und zwei Pfahlmasten. Die sieben Mittelartillerietürme waren seitlich kurz hinter der Brücke und neben den Schornsteinen sowie der siebte Turm nach hinten mittschiffs angeordnet.
Die aus den drei Panzerschiffen ausgebauten 25-cm-Doppeltürme wurde als Landbatterie bei Aspö zur Verteidigung der Zufahrt zum Kriegshafen Karlskrona aufgestellt.

## Einsatzgeschichte
Die Göta kam am 1. Juli 1891 als zweites hochseefähiges Panzerschiff der schwedischen Marine in Dienst. Das Boot führte einen beliebten weiblichen Vornamen.

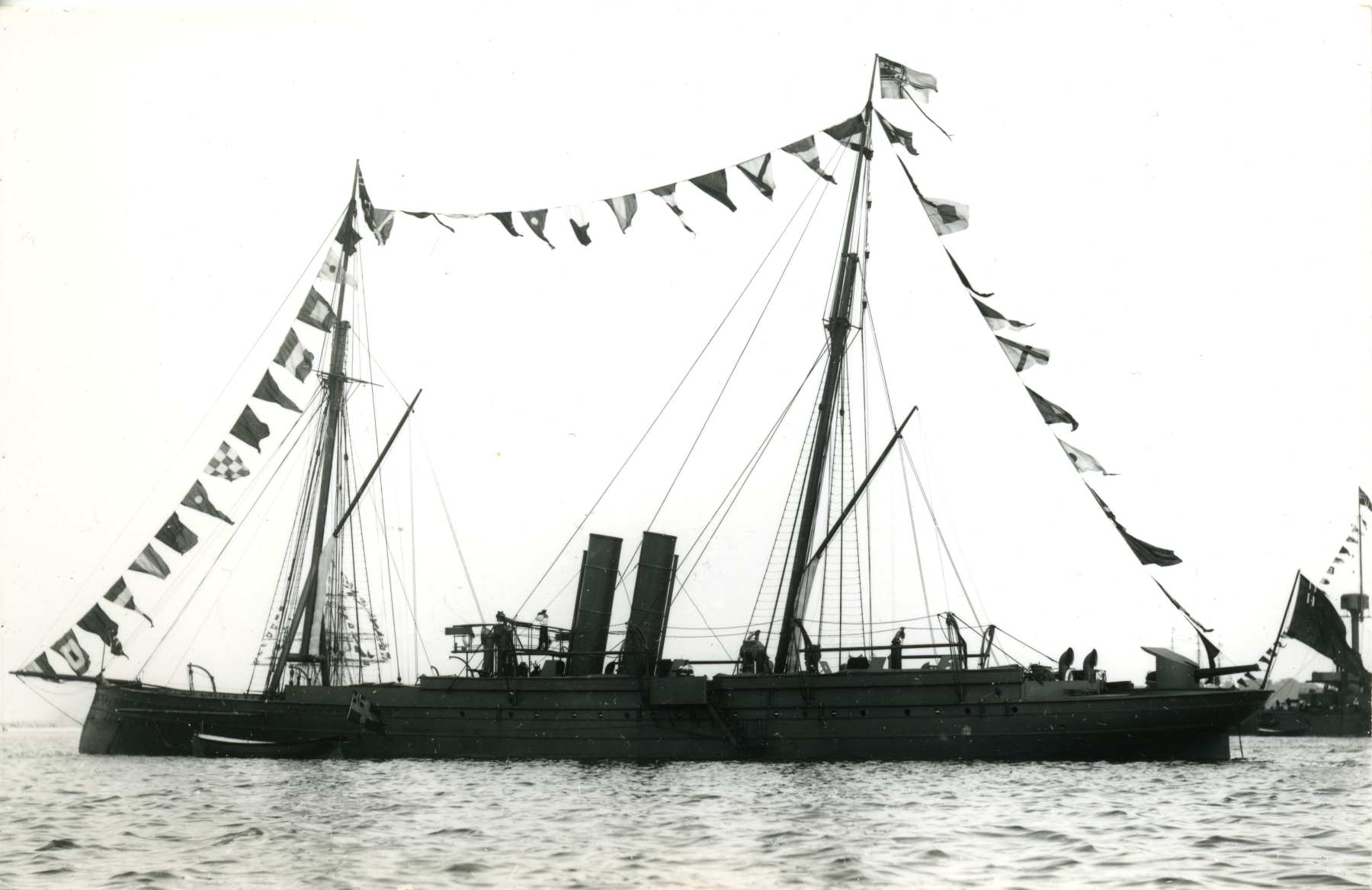
Das Kanonenboot Edda

1895 nahm die Göta zusammen mit ihrem Ende 1893 in Dienst gekommenen Schwesterschiff Thule und dem kleinen Kanonenboot Edda (640 t, 13,5 kn) an der Eröffnung des Kaiser-Wilhelm-Kanals am 21. Juni 1895 teil. Der schwedische Verband war am 18. Mai bereits in See gegangen, besuchte Kiel und lief dann durch den Kanal und die Elbe aufwärts bis Hamburg, bevor er die Rückreise antrat und am 23. August wieder in Karlskrona eintraf.

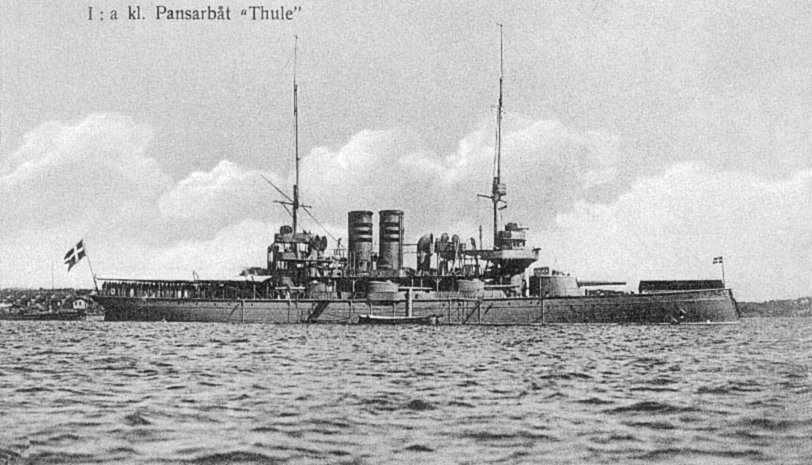
Das Schwesterschiff Thule

1897 besuchte das Panzerschiff Großbritannien, um an der Flottenparade anlässlich des Diamantenen Thronjubiläums der britischen Königin Victoria vor Portsmouth am 26. Juni 1897 teilzunehmen. Wieder wurde der Kaiser-Wilhelm-Kanal genutzt. 1901 erfolgte der große Umbau der Göta als erster der drei Schwesterschiffe. Als sie 1902 wieder in Dienst kam, nahm sie an Versuchen der Funknutzung vor Karlskrona teil.
Während des Ersten Weltkriegs überwachte sie dann die schwedischen Gewässer und wurde erst am 12. Oktober 1923 zusammen mit dem Schwesterschiff Thule aus der Flottenliste gestrichen. Ab 1926 bis 1938 wurde die Göta als Wohnschiff genutzt. Der Abbruch des Schiffes erfolgte während des Zweiten Weltkriegs.

## Die schwedischen Küstenpanzerschiffe
| Name             | Stapellauf | Verdrängung | Geschwindigkeit | Hauptbewaffnung                     |
| ---------------- | ---------- | ----------- | --------------- | ----------------------------------- |
| 3 Svea-Klasse    | 1885–1893  | 3100–3300 t | 15–16 kn        | zuletzt 1–21 cm-, 7–15 cm-Geschütze |
| 3 Oden-Klasse    | 1896–1898  | 3300–3400 t | 16,5–17 kn      | 1–25 cm-, 6–12 cm-Geschütze         |
| Dristigheten     | 1900       | 3550 t      | 16,5 kn         | 2–21 cm-, 6–15 cm-Geschütze         |
| 4 Äran-Klasse    | 1901–1903  | 3650 t      | 17 kn           | 2–21 cm-, 6–15 cm-Geschütze         |
| Oscar II.        | 1905       | 4270 t      | 16,5 kn         | 2–21 cm-, 8–15 cm-Geschütze         |
| 3 Sverige-Klasse | 1915–1918  | 6850–7125 t | 22,5 kn         | 4–28 cm-, 8–15,2 cm-Geschütze       |

### Die Küstenpanzerschiffe derSvea-Klasse
| Name  | Bauwerft                 | Stapellauf         | In Dienst ab       | Endschicksal                                              |
| ----- | ------------------------ | ------------------ | ------------------ | --------------------------------------------------------- |
| Svea  | Lindholmens, Göteborg    | 12. Dezember 1885  | 20. September 1886 | Oktober 1915 a. D., 1921 U-Boot-Depotschiff, 1944 Abbruch |
| Göta  | Lindholmens, Göteborg    | 30. September 1889 | 1. Juli 1891       | Oktober 1923 a. D., 1926–1938 Wohnschiff                  |
| Thule | Bergsunds, Finnboda Varv | 4. März 1893       | 1. Dezember 1893   | Oktober 1923 a. D., 1926 Wohnschiff, 1930 Abbruch         |